# 曲先卫

明朝关西八卫

曲先卫，又作苦先，中国明代在嘉峪关以西所置羈縻卫，关西八卫（因沙州卫与罕东左卫相继设于同一地区，故又称关西七卫）之一。朝廷冊封當地酋長為名義上的官員（类似于土司），管理当地各部族，其首領大多為蒙古族世襲領袖。阿端卫、曲先卫和安定卫被明朝合称撒里畏兀儿，在今青海省、甘肃省和新疆维吾尔自治区交界处。
“曲先”即库车之音转，元初曾在库车设立曲先塔林都元帅府（塔林即塔里木河），后迫于察合台汗国的军事压力东迁至撒里畏兀儿之地。曲先卫部众主体建立于曲先塔林的驻军之上，其统治者为察合台后裔，而部众来源复杂，其中也有从扬州迁来的乐户。明初设立阿端、阿真、苦先、帖里四部统辖撒里畏兀儿人，苦先部就是曲先卫的前身。
明洪武七年至九年间（1374年-1376年）分撒里畏兀儿地，置曲先卫。设立时的曲先卫应在河西走廊西端，疏勒河下游地区。不久与安定卫爆发了严重的冲突，后并入安定卫，居阿真地（今青海省尕斯库勒湖东南）。
永乐四年（1406年）复置，治所设在药王滩（今茫崖市东油泉子附近），占据了昆仑山北麓乌图美仁河到东、西台吉乃尔湖之间的广阔绿洲，实力迅速扩大。曲先卫首领散即思先后两次劫杀使者，引发了明军的征讨行动。在此期间，曲先卫为躲避明军追讨曾遁入昆仑山中，逐渐从明朝视野中消失。正德七年（1512年），为亦不剌等青海蒙古所侵扰，部众散亡，卫废。

## 外部連結
[在维基数据编辑]
 《欽定古今圖書集成·方輿彙編·邊裔典·曲先衛部》，出自陈梦雷《古今圖書集成》
 《明史卷三百三十》，出自《明史》